# Weleda
 (janvier 2024).
Si vous disposez d'ouvrages ou d'articles de référence ou si vous connaissez des sites web de qualité traitant du thème abordé ici, merci de compléter l'article en donnant les références utiles à sa vérifiabilité et en les liant à la section « Notes et références ».
Weleda est une entreprise suisse qui conçoit, produit et distribue des produits cosmétiques ainsi que des préparations présentées comme « pharmaceutiques » et « diététiques ». Ses produits sont élaborés selon les croyances de la médecine anthroposophique, une pratique de soins non fondée sur les faits, définie par l'occultiste autrichien Rudolf Steiner, sa disciple, la médecin hollandaise Ita Wegman, ainsi que le pharmacien et chimiste autrichien Oskar Schmiedel (en) (1887–1959). Des études ont conclu à l'inefficacité thérapeutique de certains de ses produits, voire à la dangerosité de l'un, l'Iscalor.
Les principaux actionnaires de Weleda sont la Société anthroposophique universelle et la Klinik Arlesheim (de). Son siège est situé à Arlesheim, une commune du canton de Bâle-Campagne, dans le Nord du pays. Présent à l'international, le groupe Weleda est composé de 23 sociétés (totalisant environ 2 500 salariés dans le monde).

## Histoire

### Origines

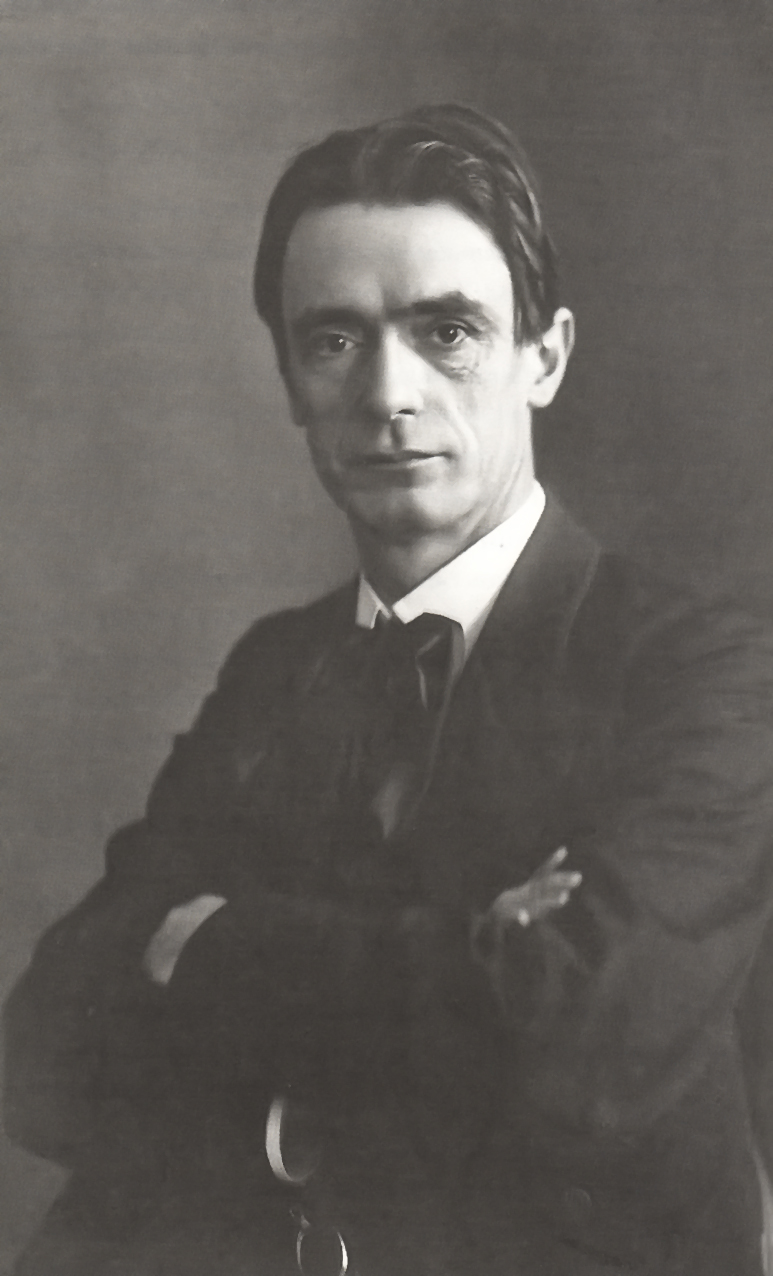
Rudolf Steiner en 1905.

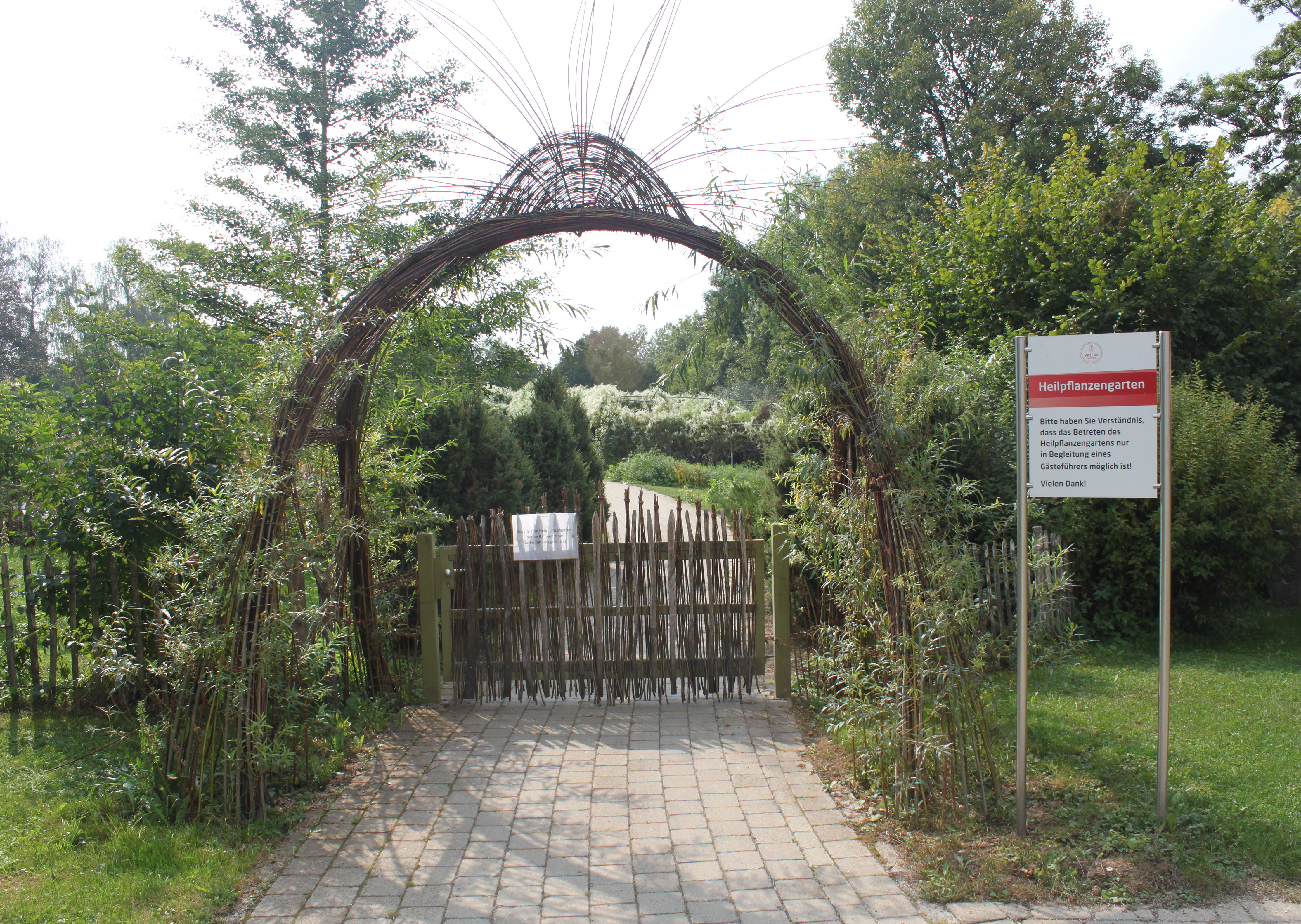
Entrée du jardin des plantes médicinales de Wetzgau (Schwäbisch Gmünd, Allemagne).

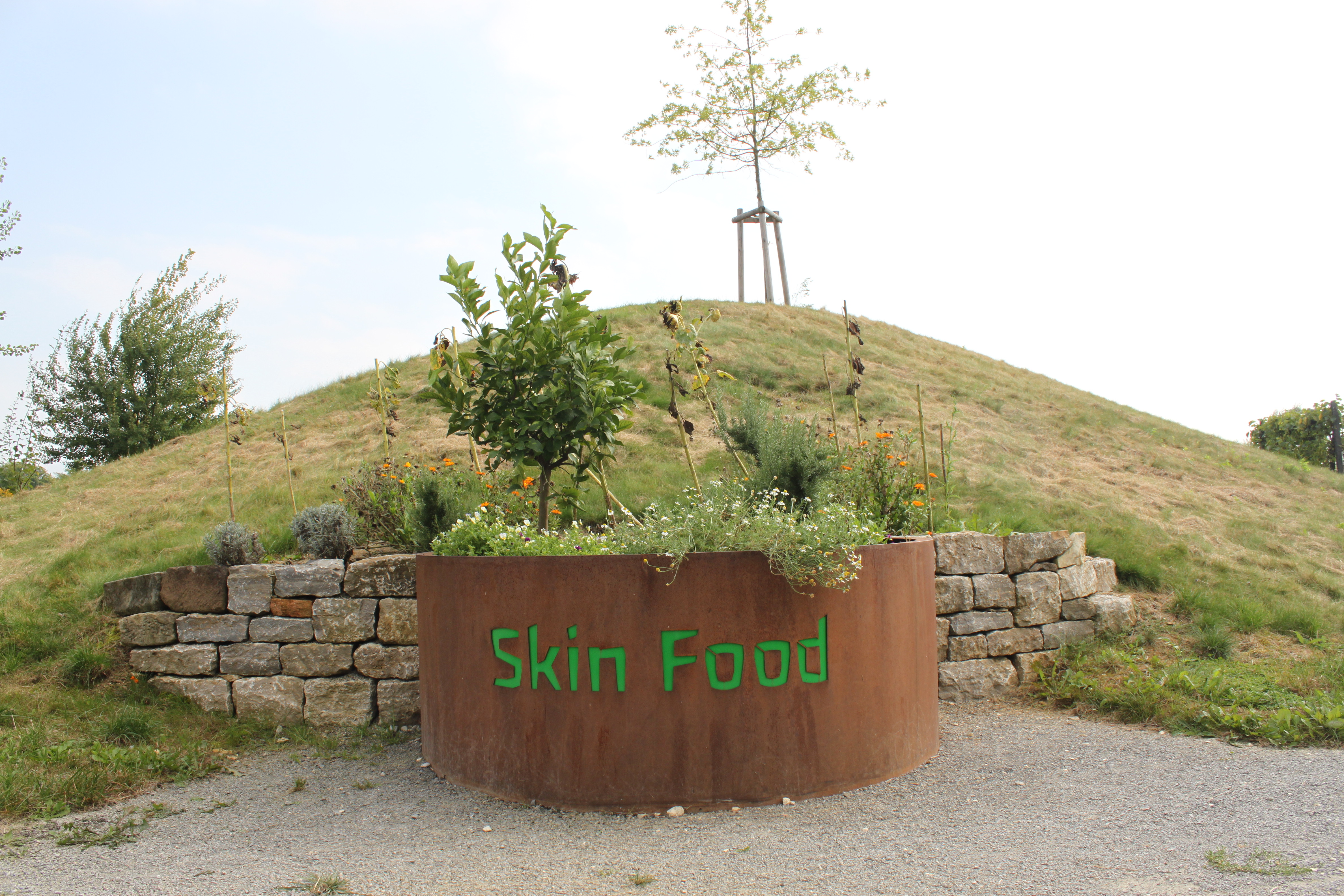
Centre d'experience Weleda à Schwäbisch Gmünd (Allemagne).

Dès les années 1910, plusieurs médecins et pharmaciens européens entrent en relation avec le mouvement anthroposophique et assistent aux cours et conférences de Rudolf Steiner. C’est dans ce cadre que la médecine anthroposophique va émerger. Avec cette pratique, on va assister à l’élaboration de médicaments spécifiques dans le cadre de plusieurs structures pharmaceutiques. Les débuts des laboratoires Weleda sont assez complexes, car ils sont le fruit de l’évolution de plusieurs autres entreprises, dans le contexte d’une importante crise économique et financière majeure dans l’Allemagne de l’après-guerre.
En Suisse, l'entreprise Futurum AG – Ökonomische Gesellschaft zur internationalen Förderung wirtschaftlicher und geistiger Werte (« Futurum AG – Société économique pour la promotion internationale des valeurs économiques et spirituelles »), sise à Arlesheim, fonctionna entre le 16 juin 1920 (date de sa fondation) et 1924. Elle ne fut supprimée du registre du commerce qu'en 1927. En 1927, Weleda profitera en Allemagne de la montée d'un mouvement de médecins alternatifs et spirituels »),.
L’idée de départ était de créer une structure financière capable de soutenir des initiatives économiques émanant de l'école de pensée anthroposophique. Ita Wegman et Rudolf Steiner en étaient les principaux responsables. Futurum AG devait notamment contribuer à l'élaboration de produits pharmaceutiques pour la clinique qu'Ita Wegman venait d’ouvrir. La seconde entreprise à l’origine des laboratoires Weleda est Der kommende Tag AG (« Le jour à venir »), ou Komtag en abrégé, fondée le 13 mars 1920. Son modèle était assez proche de celui de sa consœur suisse. Rudolf Steiner en était également le premier responsable. Basé à Stuttgart et à Schwäbisch Gmünd en Allemagne, le projet était aussi de diffuser « les valeurs économiques et spirituelles ». La fabrication de produits pharmaceutiques constituait l’un des axes de travail de ce projet. D’ailleurs, le Klinisch-Therapeutisches Institut (« Institut Clinique-Thérapeutique ») de Stuttgart, dirigé par le médecin Otto Palmer, était affilié à l’entreprise.
Mais en 1922, Futurum AG entra dans une tourmente financière en raison d’une importante crise de liquidités. L’entreprise devait se transformer, devenant Internationale Laboratorien AG (ILAG). De son côté, la société allemande Der kommende Tag AG n'allait mieux, étant elle aussi au bord du gouffre en raison de l'inflation qui malmenait l’économie du pays. Rudolf Steiner demanda aux actionnaires de Komtag de céder leurs actions à ILAG, afin que celle-ci puisse rebondir. Après l’accord de l’ensemble des partenaires, les deux entreprises fusionnent pour devenir, le 21 novembre 1922, Internationale Laboratorien und Klinisch-Therapeutisches Institut Arlesheim AG (« Les Laboratoires internationaux et d’institut thérapeutique clinique Arlesheim AG »). Il faudra attendre le 10 décembre 1928 pour que le Conseil d'administration de l’ILAG prenne la décision de nommer officiellement l’entreprise Weleda AG. Mais le nom Weleda était déjà utilisé par les succursales des laboratoires situées aux Pays-Bas et au Royaume-Uni (en fait, dès le 25 septembre 1924, le nom Weleda était protégé par le droit des marques). Rudolf Steiner ne fit pas partie de la direction de l’ILAG, matrice de Weleda, laissant la gestion à Ita Wegman et à un pharmacien et chimiste autrichien, le docteur Oskar Schmiedel, qui dirigeait un laboratoire. Il conçoit en collaboration avec Ita Wegman les premiers médicaments. Dès 1913, il travaillait à la fabrication de produits cosmétiques. Au sein de l’ILAG, Oscar Schmiedel dirigeait le département de recherche et de production. Il devient en 1924 le directeur de l’entreprise, conservant cette fonction jusqu’à sa mort, en 1959. Le médecin allemand Ludwig Noll (1872–1930), en activité à Cassel depuis 1902, joue avec eux un rôle important dans le développement de la pharmacologie d’inspiration anthroposophique. Très proche de Rudolf Steiner, il contribue à la conception de médicaments comme l’Hépatodoron (destiné à réguler l’activité hépatique perturbée), fabriqué par Weleda.
Si la Suisse allemande et l’Allemagne sont les premiers lieux d’implantation des laboratoires, l’entreprise cherche a s'étendre sur l'Europe. En 1924 est créée une branche française (installée à Saint-Louis en Alsace), d'autres néerlandaise, britannique, autrichienne, tchécoslovaque en 1925. En 1931, une filiale se constitue aux États-Unis.
Sous le régime nazi, la branche allemande de Weleda continue de travailler, y compris pendant la Seconde Guerre mondiale, recevant d'importantes commandes des autorités, et la philosophie anthroposophe se rapproche de la pensée nazi. En effet, elle prône l'idée d'une race dite supérieure, la race aryenne. L'entreprise fournit des médicaments naturopathiques et de la crème antigel pour des expériences de torture au camp de concentration Dachau, non loin de Munich, où le jardinier en chef de l'entreprise anthroposophique, Franz Lippert (de), a été muté sur demande en 1941 (avec le grade d'officier SS) avec son élève Carl Grund. Il y mène des expériences sur des prisonniers vivants (qui décéderont tous) supervisées par Himmler. Weleda participe à de multiples expériences sur l'être humain, pour la plupart sur des prisonniers de guerre et dans des conditions inhumaines,.
Les victimes et les enfants des victimes de l’Holocauste n'ont jamais demandé de compensation financière à Weleda. Ils ont simplement formulé les deux demandes suivantes  dans une lettre au nom des Children of the Holocaust : premièrement que Weleda, en mémoire des nombreuses victimes, fasse rechercher par des historiens indépendants l'histoire de sa propre entreprise pendant la Seconde Guerre mondiale ainsi que sur sa participation à des actes de torture, d'expérimentations sur des êtres humains et son soutien au parti nazi, puis que Weleda rende les résultats de l'enquête accessibles au public. Cela n'a pas été respecté par Weleda. Deuxièmement, il est demandé que Weleda reconnaisse et condamne la livraison à la Wehrmacht ainsi qu'aux médecins (bourreaux et pratiquants d'expérimentation sur des prisonniers vivants) du camp de concentration Rascher. Weleda a finalement présenté des excuses par écrit à l'AKdH et a proposé à l'Université de Bâle, lors d'un séminaire, la possibilité d'une ouverture des archives gardées secrètes par Weleda sur ces liens et actes commis avec les troisième Reich,,,.

### Développement de l’entreprise 1950–2010
Après la guerre, l’entreprise Weleda intensifie sa présence au niveau international : Italie (1953), Nouvelle-Zélande (1955), Brésil (1959), Argentine (1965). Elle développe également ses propres jardins pour parvenir à la maîtrise complète du processus de fabrication de ses produits cosmétiques et thérapeutiques : inauguration du premier jardin cultivé chez Weleda France (Bouxwiller) (1952), création du plus grand jardin de plantes médicinales d’Europe à Wetzgau (Allemagne) (1959), mise en place d’un nouveau site de production intégrant un jardin à Huningue en Alsace (1971). De nombreux intellectuels allemands et anciens SS de l'élite nazi rejoindront l'entreprise, adhérant a la vision eugéniste de l'anthroposophie et échapperont aux condamnations internationales grâce à leur exil en Suisse allemande.
Le Néerlandais Willem Frans Daems joue un rôle important dans le développement des laboratoires Weleda, à partir de 1955 quand il intègre l'entreprise. Pharmacien et historien réputé de la médecine et la culture médiévale, il devient en 1965, le directeur du département pharmaceutique des laboratoires. Il est l'un des dirigeants de la société savante suisse Schweizerische Paracelsus-Gesellschaft (« Société Paracelse de Suisse ») ; il est membre de son conseil et son président entre 1986 et 1989. Il est également co-éditeur de Nova acta Paracelsica, la revue de la société. Ses travaux académiques (en histoire de la médecine et de la pharmacie, et en sémantique et synonymie médiévales) font qu’il est élu à l'Académie internationale d'Histoire de la Pharmacie en 1978. Deux ans après, en 1980, il sera nommé vice-président de la Société suisse d’histoire de la pharmacie. Il fut aussi membre de la Mediaeval Academy of America. Willem Frans Daems sera l'éditeur, au sein des laboratoires Weleda, de plusieurs publications : Weleda Korrespondenzblaetter fuer Aerzte (« Feuilles de correspondance Weleda pour les médecins ») ; Weleda Bulletin destiné aux différentes branches et filiales des laboratoires Weleda afin que les cadres et les employés soient tenus informés des développements importants dans le domaine pharmaceutique.

### Crise financière de 2011 et nouvel essor
L’année 2011 a été une année cruciale dans l’histoire de l’entreprise : mauvaise gestion, absence d’anticipation, et situation économique internationale défavorable. Weleda connaît les premières pertes financières de son histoire : 8,3 millions d'euros (CHF 10 millions). Le chiffre d'affaires de 307,5 millions est également en baisse.
Weleda est en crise et ses principaux actionnaires (la Société anthroposophique universelle et la clinique suisse anthroposophique Arlesheim – Ita Wegman) procèdent à un profond remaniement du Conseil d'administration, le 23 mars 2012 lors d’une assemble générale extraordinaire. Plusieurs médecins intègrent les nouvelles structures. L’un des enjeux est celui de la rationalisation dans l’offre des produits. Un même principe actif existe en effet sous de multiples formes galéniques (gélules, solutions buvables, injectables, etc.). Lors de cette crise de 2011, la branche française échappe à la tourmente en restant bénéficiaire. La situation se redresse dans les années qui suivent, comme l’atteste l’augmentation progressive du chiffre d’affaires (exercice 2014 : 364,3 millions d'euros, avec une hausse de 8,2 % par rapport à l’année précédente ; exercice 2015 : 389,5 millions d'euros, avec une hausse de 6,9 % ; exercice 2017 : 400,9 millions d’euros, avec une hausse de 2,8 % ; exercice 2018 : 412,3 millions d’euros, avec une hausse de 2,8 %). En 2017, Weleda a vendu pour 109 millions d’euros de « médicaments anthroposophiques ».
Le domaine d'activité de la cosmétique naturelle constitue l'essentiel du chiffre d'affaires mondial (avec, en 2018, croissance de 5,2 % , en 2017, une croissance de 4,1 %, contre 2,0 % en 2016). Cette part s'élève à 292,4 millions d'euros qui proviennent en grande partie des régions en essor : Europe de l'Ouest, Amérique du Sud, Asie/Pacifique et Europe centrale et orientale. L’Allemagne reste néanmoins le premier débouché, avec un chiffre d’affaires de 169,3 millions d’euros (sur un total de 390 millions d’euros en 2016).
En octobre 2022, un plan de sauvegarde de l'emploi est signé : il prévoit la suppression de 127 emplois sur 280 dans l'usine de Huningue (Haut-Rhin), seul site français de production d'homéopathie, fragilisée par l'arrêt du remboursement de l'homéopathie par l'assurance maladie depuis 2020.

## Produits

### Charte graphique
La charte graphique des produits Weleda suit celle établie par le Goetheanum, siège de la Société anthroposophique universelle, comme les autres structures liées à l'anthroposophe.

### Produits cosmétiques
Le groupe commercialise une centaine de produits cosmétiques, notamment des soins corporels (huiles, crèmes, soins de douches, shampoings…). En 2012, les produits cosmétiques représentaient environ 70 % du chiffre d'affaires du groupe. Les plantes qui sont utilisées par la filiale française du groupe suisse, pour les deux tiers, proviennent de ses propres jardins, et 13 % des récoltes viennent de sites sauvages. On notera que 27 % des fournisseurs de la filiale se situent hors de France (par exemple la Toscane pour l'iris, la Sicile pour le citron, le Maroc pour la rose de Damas).

### Efficacité des préparations anthroposophiques et homéopathiques

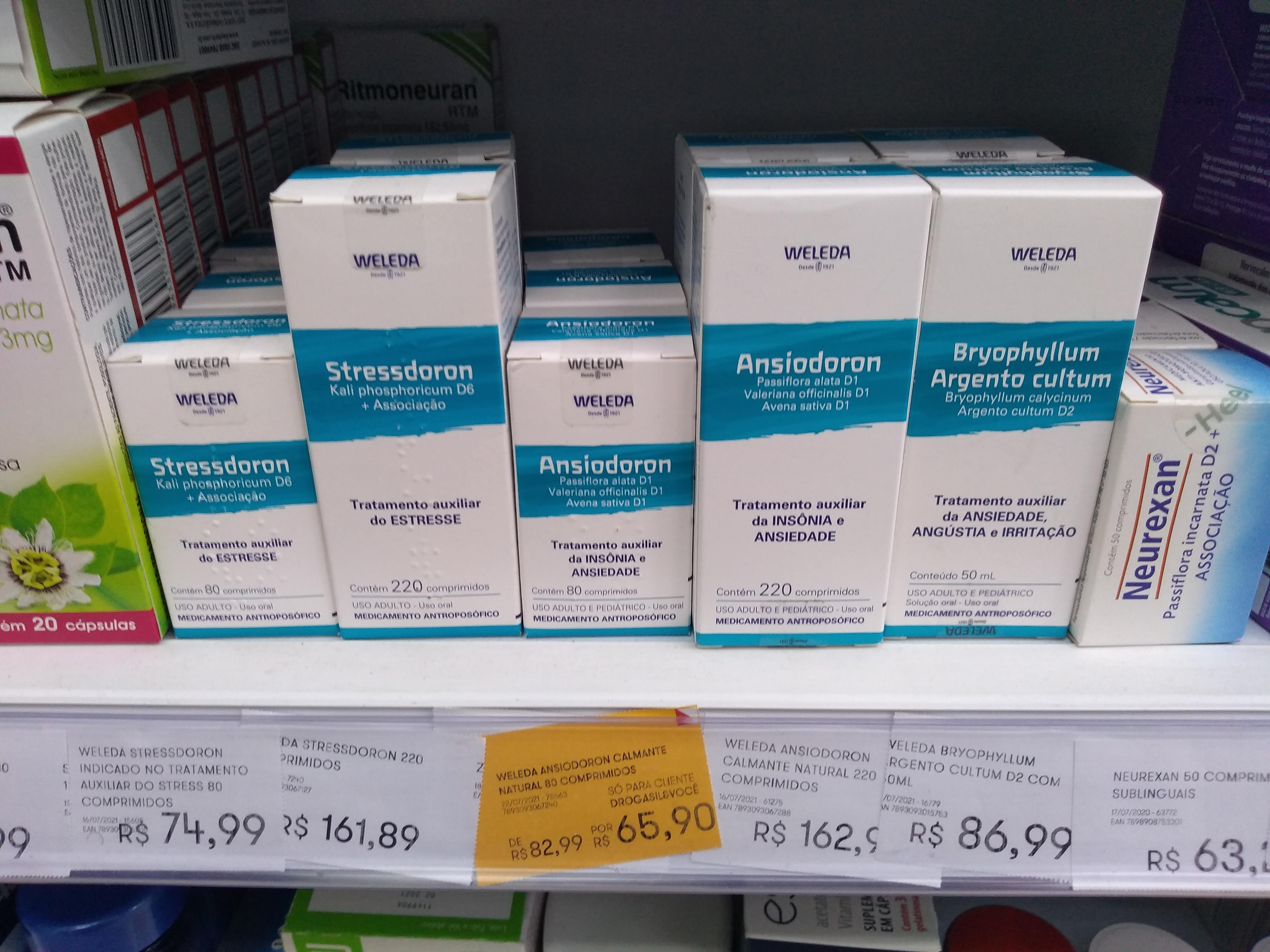
Préparations anthroposophiques, vendues au Brésil.

Le groupe Weleda dit élaborer ses préparations selon les conceptions de la médecine anthroposophique « tenant compte des correspondances profondes existant entre l'Être humain et la Nature ». La médecine anthroposophique est en fait une pseudo-science, un occultisme se rapprochant de disciplines telles que l'alchimie, l'astrologie ou de courants religieux tels que la théosophie et l'ésotérisme chrétien.
Weleda est aujourd'hui connu comme le producteur historique et principal d'extrait de gui blanc (Viscum album) fermenté, commercialisé sous le nom d'Iscalor. Ce traitement supposé provient d'une vision de Steiner datant de 1917 : « Selon les indications de Rudolf Steiner, ce n’est que par le mélange approprié des extraits de gui d’été et d’hiver que le gui peut déployer son « véritable pouvoir de guérison » du cancer ». Vendu comme un anti-tumoral et très utilisé dans les années 1980 dans le but de traiter différents cancers en Suisse et en Allemagne (foyers de la doctrine anthroposophique), son inefficacité a depuis lors été établie et son emploi déconseillé par la Société suisse d'oncologie et la Ligue suisse contre le cancer,. L'utilisation de ce produit est à l'origine de plusieurs condamnations de médecins après que des patientes atteintes de cancer du sein sont mortes à la suite d'injections autour des tumeurs. Une enquête publiée en mai 2019 dans Sciences et Avenir révèle que Weleda écoule ses stocks de Viscum album fermenté dans des pharmacies en France sans autorisation. La revue a publié un droit de réponse du laboratoire Weleda dans lequel ce dernier tente de démentir les allégations de l'enquête. Le laboratoire y explique qu'il n'a jamais vendu le produit comme une alternative aux traitements traditionnels. Il parle de « prétendue dangerosité du Viscum album fermenté », alors qu'il a été démontré que le produit n'apporte aucun bénéfice mais peut au contraire causer des effets indésirables potentiellement graves. En outre, alors que le laboratoire affirme que le produit ne peut être prescrit sans ordonnance car il s'agirait d'une « préparation magistrale », Sciences et Avenir démontre que ce n'est pas le cas, en s'appuyant sur la base Vidal des pharmaciens, une décision du Conseil d'État et la réalité de terrain.

### Matières premières et approvisionnements
Weleda utilise essentiellement de la matière première végétale pour la confection de ses produits, notamment dans sa gamme cosmétique, qui proviennent
- des jardins Weleda, qui fournissent une partie des plantes dont l’entreprise a besoin. Le plus grand est en Allemagne, à Schwäbisch Gmünd, près de Stuttgart[37],[38] dans lequel 250 espèces de plantes aromatiques et médicinales sont cultivées. Weleda France possède deux jardins botaniques, le premier d'une superficie de 1,5 ha à Bouxwiller, dans le département du Haut-Rhin, et le second qui est une petite parcelle entourant l’usine de l’entreprise à Huningue, dans le département du Haut-Rhin, non loin de Bâle. Les autres jardins sont au Brésil, dans l'État de São Paulo, à São Roque[39] ; en Argentine, dans la région de Córdoba[40],[41] ; en Nouvelle Zélande, dans la région de Hawkes Bay[42] ; en Angleterre, à Ilkeston, une ville du Derbyshire[43],[44] ; et au Benelux, plus précisément à Zoetermeer[45] ;
- de l'approvisionnement auprès de coopératives paysannes, d’entreprises locales, ou avec les autorités administratives. A titre d’exemple : au Maroc, avec la coopérative Sidi Yassine[46], près de la ville côtière d’Essaouira, pour l’argan ; au Mexique, dans l’État de Jalisco, avec l’entreprise Sesajal[47], pour l’huile de sésame. Au Pérou, un partenariat a été établi entre Weleda, les cueilleurs, l’autorité péruvienne de protection de la nature (INRENA), des scientifiques, des distributeurs et l’agence allemande de coopération internationale GIZ (Gesellschaft für Internationale Zusammenarbeit), autour du ratanhia (pour une tonne de racines séchées)[48].

## Organisation du groupe
Outre le siège central établi en Suisse, la société possède 17 filiales dans plus d'une cinquantaine de pays, les deux principales se trouvant en Allemagne à Schwäbisch Gmünd, dans le Bade-Wurtemberg et l'autre en France à Huningue, dans le sud du département du Haut-Rhin. Ces deux filiales sont également des sites de production. Présent à l'international, le groupe Weleda est composé de 23 sociétés (totalisant environ 2 500 salariés dans le monde),.
Ses principaux actionnaires sont la Société anthroposophique universelle et la Klinik Arlesheim (de), qui à elle deux totalisent 33,5 % du capital de l’entreprise et 76,5 % des droits de vote.

## Promotion
Dans l'objectif de promouvoir Weleda et son concept, l'entreprise a instauré en 2018 un Prix de thèse Weleda d’un montant de 1 500 €, attribué annuellement à trois à des étudiants en pharmacie et pharmaciens en exercice. Les thèmes de ces travaux universitaires doivent impérativement traiter de botanique, d’homéopathie ou de phytothérapie et/ou doivent être en lien avec les spécificités des souches ou des médicaments (conception, élaboration, procédés de fabrication…) qui sont engagées dans la conception médicale de l’entreprise.

## Publication
L'entreprise édite, dans différents pays, la Revue Weleda, paraissant 1 à 4 fois par an. Distribuée gratuitement, elle publie des articles à caractère généraliste pour présenter ses produits (cosmétiques, compléments alimentaires et médicaments), les partenaires avec lesquels elle travaille (coopératives de production, instituts de recherche), ainsi que sa conception pharmacologique (par exemple la « théorie des signatures »).
Une des célèbres publications historiques sur Weleda est celle relatant les expériences entreprises par la société anthroposophique durant la guerre au côté de l'Allemagne de 1933 à 1945.